# جوناس كوين
جوناس كوين (بالإنجليزية: Jonas Quinn)‏ هو أحد شخصيات ستارغيت، لعب دور دانييل جاكسون حينما ارتقى في الموسم السادس. ويؤدي دوره الممثل كورين نيميك.